# Cupa României 1952
Ediția 1952 a fost a 15-a ediție a Cupei României la fotbal. A fost prima ediție în care s-a depășit numărul de o mie de echipe înscrise (1042). Trofeul a revenit tot echipei CCA București care s-a impus pentru a patra oară consecutiv. Adversara din finală a fost Flacăra Ploiești, fosta echipă Juventus, aflată la primul sezon după mutarea de la București. Ultimul act a avut loc în decembrie, și spectacolul a avut de suferit din cauza terenului acoperit de zăpadă.

## Șaisprezecimi
| Data     | Echipa gazdă                | Scor         | Echipa oaspete                  |
| -------- | --------------------------- | ------------ | ------------------------------- |
| 07.09.52 | CSA Craiova (Div.2)         | 0 - 4        | (Div.2) Locomotiva București    |
| 10.09.52 | Dinamo Bacău (Div.Inf.)     | 3 - 1        | (Div.2) Metalul București       |
| 10.09.52 | CFR Arad (Div.2)            | 2 - 1        | (Div.1) Câmpia Turzii           |
| 10.09.52 | CSM Câmpina (Div.2)         | 3 - 6        | (Div.1) CA Oradea               |
| 10.09.52 | Moreni (Div.2)              | 0 - 3        | (Div.1) Muscelul Câmpulung      |
| 10.09.52 | Flacăra Mediaș (Div.2)      | 2 - 1 (d.p.) | (Div.1) Unirea Tricolor         |
| 10.09.52 | Crișana Oradea (Div.2)      | 3 - 1        | (Div.1) UTA Arad                |
| 10.09.52 | CFR Craiova (Div.Inf.)      | 1 - 3 (d.p.) | (Div.2) Progresul București     |
| 10.09.52 | Înainte Sibiu (Div.2)       | 3 - 3 (d.p.) | (Div.1) Dinamo                  |
| 11.09.52 | Ferar Cluj (Div.2)          | 0 - 3        | (Div.1) CCA București           |
| 11.09.52 | Flamura Roșie Bacău (Div.2) | 0 - 2        | (Div.1) Flacăra Ploiești        |
| 11.09.52 | Corvinul (Div.Inf.)         | 0 - 2        | (Div.1) Jiul Petroșani          |
| 11.09.52 | Metalul Oradea (Div.2)      | 2 - 1        | (Div.1) CS Târgu Mureș          |
| 11.09.52 | Avântul Toplița (Div.Inf.)  | 3 - 2 (d.p.) | (Div.2) Steagul Roșu Or. Stalin |
| 25.09.52 | CFR Timișoara (Div.1)       | 2 - 1 (d.p.) | (Div.2) Poli Timișoara          |
| 25.09.52 | Olimpia Satu Mare (Div.2)   | 0 - 5        | (Div.1) Știința Cluj            |

## Optimi
| Data     | Echipa gazdă         | Scor         | Echipa oaspete     |
| -------- | -------------------- | ------------ | ------------------ |
| 01.10.52 | Dinamo Bacău         | 2 - 6        | CCA București      |
| 01.10.52 | Flacăra Mediaș       | 2 - 3        | Muscelul Câmpulung |
| 01.10.52 | Locomotiva București | 1 - 3        | Flacăra Ploiești   |
| 01.10.52 | Progresul București  | 3 - 1        | Jiul Petroșani     |
| 01.10.52 | CFR Arad             | 0 - 1 (d.p.) | CA Oradea          |
| 01.10.52 | Metalul Oradea       | 2 - 4 (d.p.) | CFR Timișoara      |
| 01.10.52 | Avântul Toplița      | 2 - 5        | Dinamo             |
| 01.10.52 | Crișana Oradea       | 2 - 1        | Știința Cluj       |

## Sferturi
| Data     | Echipa gazdă     | Scor  | Echipa oaspete      |
| -------- | ---------------- | ----- | ------------------- |
| 15.10.52 | CCA București    | 2 - 1 | Crișana Oradea      |
| 15.10.52 | Dinamo           | 3 - 0 | Muscelul Câmpulung  |
| 15.10.52 | Flacăra Ploiești | 3 - 2 | Progresul București |
| 15.10.52 | CA Oradea        | 3 - 0 | CFR Timișoara       |

## Semifinale
| Data     | Echipa gazdă     | Scor  | Echipa oaspete |
| -------- | ---------------- | ----- | -------------- |
| 03.12.52 | Flacăra Ploiești | 4 - 0 | CA Oradea      |
| 03.12.52 | CCA București    | 3 - 2 | Dinamo         |

## Finala
| 9 decembrie 1952 13:15 | CCA București          | 2 – 0 | Flacăra Ploiești | Stadionul Republicii, București Spectatori: 15.000 Arbitru: Andrei Bölöni (Orașul Stalin) |
| 9 decembrie 1952 13:15 | Moldovan 9' Drăgan 56' |       |                  | Stadionul Republicii, București Spectatori: 15.000 Arbitru: Andrei Bölöni (Orașul Stalin) |

| CSCA:            |                   |     |
|                  |                   |     |
| P                | Costică Toma      |     |
| F                | Vasile Zavoda     |     |
| F                | Alexandru Apolzan | 43' |
| M                | Victor Dumitrescu |     |
| M                | Ștefan Balint     |     |
| M                | Tiberiu Bone      |     |
| A                | Victor Moldovan   |     |
| A                | Iosif Petschovski |     |
| A                | Nicolae Drăgan    |     |
| A                | Francisc Zavoda   |     |
| A                | Petre Moldoveanu  |     |
| Înlocuiri:       |                   |     |
| A                | Traian Ivănescu   | 43' |
| Antrenor:        |                   |     |
| Gheorghe Popescu |                   |     |

| FLACĂRA PLOIEȘTI: |                         |     |
|                   |                         |     |
| P                 | Petre Carapeț           |     |
| F                 | Gheorghe Pahonțu        |     |
| F                 | Gheorghe Petrescu       |     |
| M                 | Florian Marinescu       |     |
| M                 | Constantin Garbelotti   |     |
| M                 | Daniel Peretz           |     |
| A                 | Traian Iordache         |     |
| A                 | Florea Fătu             |     |
| A                 | Constantin Titi Popescu |     |
| A                 | Augustin Botescu        |     |
| A                 | Ștefan Bădin            | 75' |
| Înlocuiri:        |                         |     |
| A                 | Pavel Bădulescu-Bardatz | 75' |
| Antrenor:         |                         |     |
| Ilie Oană         |                         |     |